# La Belle et la Bête (filme de 1946)
La Belle et La Bête (bra: A Bela e a Fera; prt: A Bela e o Monstro) é um filme franco-luxemburguês de 1946, dirigido pelo intelectual e poeta surrealista Jean Cocteau .
O escritor de Les Enfants Terribles adaptou o conto homônimo de Jeanne-Marie Leprince de Beaumont, escrito na França em 1740. Cocteau teve a ideia de adaptar este livro para o cinema ao assistir à adaptação teatral feita por Alexandre Arnoux em 1913, na Bélgica.
O filme foi apresentado em competição na primeira edição do Festival de Cannes.

## Elenco
- Jean Marais - Fera
- Josette Day - Bela
- Mila Parély - Félicie
- Nane Germon - Adélaïde
- Michel Auclair - Ludovic
- Raoul Marco - O agiota
- Marcel André - Pai de Bela